# Robinson (Teksas)
Robinson – miasto w Stanach Zjednoczonych, w stanie Teksas, w hrabstwie McLennan.

## Demografia
Według przeprowadzonego przez United States Census Bureau spisu powszechnego w 2010 miasto liczyło 10 509 mieszkańców, co oznacza wzrost o 34,0% w porównaniu do roku 2000. Natomiast skład etniczny w mieście wyglądał następująco: Biali 88,0%, Afroamerykanie 3,8%, Azjaci 0,5%, pozostali 7,7%.